# Аксёнов, Борис Александрович
Бори́с Алекса́ндрович Аксёнов (15 февраля 1929, Новоалександровка, Сибирский край — 19 сентября 2006, Назарово, Красноярский край) — машинист экскаватора Назаровского угольного карьера комбината «Красноярскуголь» Министерства угольной промышленности СССР, Герой Социалистического Труда (1966).

## Биография
Родился 15 февраля 1929 года в селе Ново-Александровка Уярского района Красноярского округа Сибирского края, ныне Уярского района Красноярского края, в большой (семеро детей) семье крестьянина, председателя колхоза, Александра Васильевича Аксёнова. По национальности русский.
Во время Великой Отечественной войны, будучи несовершеннолетним, работал в полеводческой бригаде местного колхоза, после — животноводом и в ремонтно-строительной бригаде. По окончании войны удостоен медали «За доблестный труд в Великой Отечественной войне 1941—1945 гг.». В 1947 году вместо службы в армии направлен на обучение в школу фабрично-заводского обучения (ФЗО) при Ирша-Бородинском угольном разрезе, где выучился на электрослесаря, после работал мотористом, потом электриком на горном участке, после — электрослесарем.
В 1950 году по распределению приехал в рабочий посёлок (с декабря 1961 года — город) Назарово на строительство Назаровского угольного разреза. С 1953 года работал машинистом экскаватора ЭКГ-4.6 комбината «Красноярскуголь».
В 1966 году выдал сверх плана 4,4 тысячи тонн угля. Указом Президиума Верховного Совета СССР от 29 июня 1966 года «за выдающиеся заслуги в выполнении заданий семилетнего плана по развитию угольной и сланцевой промышленности и достижение высоких технико-экономических показателей в работе» удостоен звания Героя Социалистического Труда с вручением ордена Ленина и золотой медали «Серп и Молот».
Несколько раз обновлял личный рекорд по добыче угля: в 1969 году добыл 8,5 тысячи тонн, в 1970 году — 13 тысяч тонн угля, что было рекордом на угольных разработках открытого типа. В 1978 году удостоен звания «Заслуженный шахтёр РСФСР», в 1981 году награждён орденом «Трудового Красного Знамени». Награждён медалью «За доблестный труд. В ознаменование 100-летия со дня рождения В. И. Ленина».
В 1984 году вышел на пенсию.
Избирался депутатом Назаровского городского Совета депутатов трудящихся 11-го созыва (с 1966 года) и делегатом XXV съезда КПСС (1976).
Решением Назаровского городского Совета от 19 декабря 2001 г. удостоен звания «Почётный гражданин города Назарово».
Проживал в Назарово, умер 19 сентября 2006 года.